# Carmo Dalla Vecchia
Carmo Dalla Vecchia (Carazinho, 21 agosto 1970) è un attore, modello e fotografo brasiliano.
Dal 2006 possiede anche la cittadinanza italiana. 

## Biografia
Discendente di italiani, ha vissuto nel Rio Grande do Sul fino a 17 anni, per poi spostarsi a Rio de Janeiro. 
Nel 1988 ha intrapreso la carriera di modello e due anni dopo ha vinto il Look of the Year, ottenendo quindi un contratto con una importante agenzia. Ha sfilato fino al 1995, ma già l'anno prima aveva frequentato corsi di teatro presso l'Actors Workshop di Rede Globo.
Ha debuttato come attore nella miniserie Engraçadinha... Seus Amores e Seus Pecados,  dove interpretava Durval, il figlio del personaggio principale. Sono poi seguite diverse apparizioni in telenovelas. In teatro ha recitato in numerosi spettacoli e ne ha anche prodotto uno, Estranho Casal. L'attore ha poi sostenuto diversi ruoli al cinema. 
Nel 2000 è apparso in una telenovela argentina, Chiquititas. Rientrato quindi in Brasile, ha consolidato la popolarità con nuove prove televisive. Nel 2003 è stato ingaggiato per la telenovela Garibaldi, l'eroe dei due mondi. Nel 2006 ha recitato nella telenovela Cobras & Lagartos. Nel 2008 ha interpretato il giornalista Zé Bob, protagonista maschile della telenovela A Favorita. Nel 2010 l'attore ha perso 15 chili e si è lasciato crescere la barba per interpretare il pioniere Silvério nella serie A Cura. Nell'aprile 2011 è stata la volta della telenovela Cordel Encantado, in cui Carmo ha interpretato il re Augusto de Serafia, uno dei personaggi centrali della trama.
Nel 2013 ha realizzato la sua prima mostra fotografica, intitolata Tíbias, brains, skulls, radios and humerus, che è stata presentata alla Galleria Sérgio Gonçalves di Rio de Janeiro. 
Nel 2014 ha lavorato in Joia Rara, telenovela premiata poi con l'Emmy. 
Nel 2017 ha ottenuto un ruolo in una miniserie italiana, Di padre in figlia, trasmessa da Rai 1. 
Nel 2019 è stato nel cast della versione brasiliana ufficiale dello spettacolo Billy Elliot, dove ha svolto il ruolo del padre del protagonista,  e ha recitato nella telenovela Órfãos da Terra, anche questa premiata con l'Emmy.
Nel 2023 ha ottenuto un ruolo di rilievo nella telenovela Amor Perfeito.

## Vita privata
Dal 2005 è sposato col regista e sceneggiatore João Emanuel Carneiro. La coppia ha un figlio, Pedro Rafael Carneiro Dalla Vecchia, nato nel 2019 grazie alla maternità surrogata.